# 花冠織紋螺
花冠織紋螺（学名：Nassarius arcularius）为織紋螺科織紋螺屬下的一个海螺物種。

## 分佈
本物種分佈於印度太平洋海域：在印度洋有東非海岸、馬達加斯加及莫桑比克，在中西太平洋及南中國海有東印度海岸、斯里蘭卡、印尼、琉球群島、巴布亞新畿內亞、新喀里多尼亞、新赫布里底群島、斐濟、東加、菲律賓、東沙島和澳大利亞之北領地及昆士蘭
。

## 外部連結
- . Gastropods.com.   [2011-02-24]. （原始内容存档于2010-11-04） （英语）.